# Capsiempis flaveola
A Capsiempis flaveola a madarak (Aves) osztályának verébalakúak (Passeriformes) rendjébe, ezen belül a királygébicsfélék (Tyrannidae) családjába tartozó Capsiempis nem egyetlen faja.

## Rendszerezése
A fajt Martin Hinrich Carl Lichtenstein német orvos, felfedező, botanikus és zoológus írta le 1823-ban, a Muscicapa nembe Muscicapa flaveola néven.

## Alfajai
- Capsiempis flaveola amazona Zimmer, 1955
- Capsiempis flaveola cerula Wetmore, 1939
- Capsiempis flaveola flaveola (Lichtenstein, 1823)
- Capsiempis flaveola leucophrys Berlepsch, 1907
- Capsiempis flaveola magnirostris Hartert, 1898
- Capsiempis flaveola semiflava (Lawrence, 1865)[2]

## Előfordulása
Costa Rica, Nicaragua, Suriname, Panama, Francia Guyana, Guyana, Argentína, Bolívia, Brazília, Ecuador, Kolumbia, Paraguay, Peru és Venezuela területén honos.
Természetes élőhelyei a szubtrópusi és trópusi síkvidéki és hegyi esőerdők, száraz erdők, mangroveerdők és cserjések, valamint legelők és ültetvények. Állandó, nem vonuló faj.

## Megjelenése
Testhossza 11 centiméter.

## Természetvédelmi helyzete
Az elterjedési területe rendkívül nagy, egyedszáma ugyan csökken, de még nem éri el a kritikus szintet. A Természetvédelmi Világszövetség Vörös listáján nem fenyegetett fajként szerepel.